# Kurija Praunsperger – Bošnjak u Samoboru
Kurija Praunsperger – Bošnjak nalazi se u Samoboru.

## Opis
Kurija građena od 16. st. do 19. st. na adresi Gornji Kraj 34. Nalazi se na rubu grada na sjevernoj strani ceste što kroz kotlinu rječice Gradne vodi prema Rudama. Uvučen jea u dubinu velike parcele, okružen perivojem i gospodarskim zgradama. Sagrađena je oko 1590. godine na strateški važnom položaju nasuprot Starom gradu, te zajedno s njim osigurava prilaz Somoboru sa zapadne strane. Postoje indicije da je na istoj lokaciji postojala starija fortifikacijska građevina, koja je djelomično ugrađena u današnju kuriju. To potvrđuju puškarnice otkrivene na sjevernoj stran i prizemlja kurije. Kurija je slobodnostojeća jednokatnica, tlocrta u obliku slova "I,". Glavni ulaz formiran je na južnom pročelju, u središnjoj osi, uokviren kamenim dovratnikom s polukružnim lukom i uklesanom godinom gradnje, 1590., na zaglavnom kamenu. Na sjevernom je pročelju pomoćni ulaz, a iznad njega, u zoni prvog kata, drvena lođa. Kurija je dograđivana i pregrađivana, a pojedini datumi uklesani su na nadvratnicima ulaza u pojedine prostorije prvoga kata: 1662., 1667., 1696. Unutrašnji prostor podijeljen je ulaznim hodnikom na dva dijela. Hodnik je presvođen križnim svodovima, a prostorije istočno i zapadno od hodnika, bačvastim svodom sa susvodnicama. Posebna je vrijednost očuvani kasnogotički grebenasti svod. Tlocrtna dispozicija prizemlja ponavlja se na katu. Svodna konstrukcija kata je bačvasti svod sa susvodnicama, a u jednoj je prostoriji očuvan drveni strop iz 1696. godine. Posljednja je značajna intervencijana dvorcu dogradnja stubišta s južne strane u obliku ugaonog tornja u duhu romantičnog historicizma iz sredine XIX. stoljeća. U dvorcu je očuvano staro pokućstvo, oružje, posuđe i slike, a osobitu vrijednost ima zbirka portreta obitelji Saić i Praunsperger iz XVII. i XVlll.st. Smatra se da je njegova prvotna namjena bila vezana uz prikupljanje kraljevske tridesetnice. Relativno malen, slobodno oblikovani perivoj oko dvorca, ostao je potkraj XIX. st. Prostorno krajobrazni sklop dvorca s perivojem i gospodarskim zgradama izdvaja se kao jedan od najvrjednijih u nas. Jedan je od rijetko očuvanih kulturnih spomenika koji je zadržao kontinuitet vlasništva iste obitelji.

## Zaštita
Pod oznakom Z-1417 zaveden je kao nepokretno kulturno dobro – pojedinačno, pravna statusa zaštićena kulturnog dobra, klasificirano kao "sakralna graditeljska baština".